# حرائق غابات كاليفورنيا 2017
حرائق غابات كاليفورنيا 2017 تعد هذه الحرائق الأكثر تدميرا في تاريخ كاليفورنيا. شهدت كاليفورنيا حرائق غابات متعددة شملت جميع أنحاء ولاية كاليفورنيا. تم تسجيل ما مجموعه 8.771 حريق أتلف حوالي 1.331.014 فدان (5,386.42 كم2) وذلك وفقًا لدائرة الغابات والحماية من الحرائق في ولاية كاليفورنيا، شمل ذلك تسجيل خمسة حرائق من بين أكثر 20 حريق مدمر في المناطق البرية والحضرية في تاريخ الولايات المتحدة الأمريكية.
على مدار الأشهر الأولى من عام 2017 شهدت ولاية كاليفورنيا أمطار غزيرة على معظم أرجائها، مما أدى إلى حدوث فيضانات واسعة النطاق، أدى ذلك إلى التخفيف المؤقت من ظروف الجفاف الشديد في أمريكا. غير أنه وفقًا لتقرير نشره المركز الوطني لإطفاء الحرائق فإن إمكانية اشتعال الحرائق الكبيرة تكمن خلال فصل الربيع، ومن المرجح أن يكون هناك ارتفاع في نشاط الحرائق بسبب الأعشاب التي نمت في فترة الأمطار.
في أكتوبر 2017 اشتعل 250 حرايق في شمال كاليفورنيا، وحرق أكثر من 245,000 فدان، وتسببت في خسائر تقدر بأكثر من 9.4 مليار دولار في الممتلكات المؤمن عليها، لتصبح حرائق أكتوبر أعلى خسائر مسجلة من مجموع حرائق الغابات، وسوف يستغرق الأمر عدة أشهر على الأقل، وربما سنوات للتعافي الكامل من حرائق الغابات المدمرة التي اجتاحت شمال كاليفورنيا في شهر أكتوبر، والتي دمرت ما لا يقل عن 8.900 مبنى وقتلت 44 شخصًا وفقا لمسؤولين في مقاطعة سونوما. بالإضافة إلى ذلك تسببت حرائق شمال كاليفورنيا في جرح ما لا يقل عن 192 شخصًا.
في ديسمبر 2017 أثارت الرياح القوية المسماة بسانتا آنا جولة جديدة من حرائق الغابات، كان أكبرها حريق توماس الضخم في مقاطعة فينتورا. أجبرت حرائق ديسمبر أكثر من 212.000 شخص على إخلاء منازلهم، حيث حرقت أكبر 6 حرائق أكثر من 257.000 فدان وأكثر من 1.000 مبنى.
خلال عام 2017 تم تسجيل 5 حرائق ضمن أكثر 20 حريقًا بريًا في تاريخ الولايات المتحدة الأمريكية بين شهري أكتوبر وديسمبر شملت هذه الحرائق: حريق توبس، والراهبات، وتوماس، وأطلس، وحريق مجمع ريدوود فالي. في 8 ديسمبر توقعت شبكة أكويثر الإعلامية أن يصل إجمالي الخسائر الاقتصادية لموسم حرائق الغابات في كاليفورنيا لعام 2017 إلى 180 مليار دولار على الأقل.

## حرائق شمال كاليفورنيا
هي سلسلة من 250 حريق في غابات شمال كاليفورنيا في الولايات المتحدة الأمريكية. ابتدأت الحرائق من أوائل شهر أكتوبر. 21 حريق من مجمل الحرائق تحولت إلى حرائق كبيرة، أحرقت ما لا يقل عن 245.000 فدان (99.148 هكتار). اندلعت حرائق الغابات في جميع أنحاء بلدات نابا، ليك، سونوما، مندوسينو، بوتي، سولانو تحت ظروف طقس شديدة، مما أدى بشكل فعال إلى تحذير الصليب الأحمر لكثير من مناطق شمال كاليفورنيا بالحذر. تم الإبلاغ عن سبعة عشر حريقًا غير متصل في ذلك الوقت. وشملت هذه الحرائق حريق توبس (الذي انتشر سريعًا ليصبح واحد من أكثر الحرائق الهدامة والأكثر تدميرًا في تاريخ كاليفورنيا)، وحريق أطلس، وحريق الراهبات وغيرها. كانت حرائق الغابات الأكثر تدميرًا في موسم حرائق الغابات في ولاية كاليفورنيا عام 2017، وكانت حرائق أكتوبر أكثر مجموعات من الحرائق البرية تكلفة، مما تسبب في ما لا يقل عن 9.4 مليار دولار أمريكي من الخسائر المؤمن عليها، متجاوزًا عاصفة أوكلاند عام 1991، والتي كانت الأكثر تكلفة. توقع الخبراء أن تكلف حرائق شمال كاليفورنيا الاقتصاد الأمريكي مالا يقل عن 85 مليار دولار.

## حرائق كاليفورنيا الجنوبية
اشتعلت في كاليفورنيا الجنوبية سلسلة حرائق مكونة من 20 حريق وذلك في أوائل شهر ديسمبر 2017. ستة من مجمل الحرائق تحولت إلى حرائق كبيرة أدت إلى عمليات إجلاء واسعة النطاق وخسائر في الممتلكات. تفاقمت الحرائق بفعل الرياح القوية التي تسببت بها رياح سانتا آنا، فضلًا عن زيادة الرقعة النباتية المكونة من النباتات الجافة الناجمة عن هطول الأمطار الغزيرة في وقت سابق من العام قبل أن تجف خلال فصل الصيف. أعلن محافظ كاليفورنيا جيري براون حالة الطوارئ في مقاطعتي فينتورا ولوس أنجلوس في 5 ديسمبر، ومقاطعة سان دييغو في 7 ديسمبر. أعلن رئيس بلدية لوس أنجلوس إريك غارسيتي حالة الطوارئ في المدينة يوم 6 ديسمبر. أعلن الرئيس الأمريكي دونالد ترامب حالة الطوارئ لكامل ولاية كاليفورنيا في 8 ديسمبر. أكبر حريق كان حريق توماس والذي امتد إلى ما مساحته 231.700 فدان. تسببت الحرائق في تعطل حركة المرور، وإغلاق المدارس، وانقطاع التيار الكهربائي، وأُجبر 212.000 شخص على إخلاء منازلهم. أتلفت الحرائق أكثر من 258.000 فدان (1,044 كيلومتر مربع). توقع الخبراء أن حرائق الغابات في ديسمبر 2017 كلف ما لا يقل عن مليارات الدولارات في الأضرار المؤمن عليها.

## وصلات خارجية
- خارطة حرائق 2017 على مستوى ولاية كاليفورنيا، جوجل
- معلومات حرائق كاليفورنيا 2017 (بالإنجليزية)